# ماردلا اسپرینگز (مریلند)
ماردلا اسپرینگز (به انگلیسی: Mardela Springs) شهری در ایالت مریلند کشور ایالات متحده آمریکا است که جمعیت آن در سرشماری سال ۲۰۱۰ میلادی، ۳۴۷ نفر بوده‌است.